# Carlo V di Lorena
Carlo di Lorena (Charles Léopold Nicolas Sixte; Vienna, 3 aprile 1643 – Wels, 18 aprile 1690) fu duca titolare di Lorena dal 1675 al 1690, nel periodo in cui la Lorena venne occupata dalla Francia. Egli trovò rifugio nell'Impero asburgico, presso il quale fece una notevole carriera militare.

## Biografia
Secondogenito di Francesco Nicola di Lorena, fu duca di Lorena dal 1675 solo nominalmente, poiché il ducato era occupato da Luigi XIV. L'alleanza con gli Asburgo venne cementata dal suo matrimonio nel 1678 con Eleonora Maria Giuseppina d'Austria (1653-1697), figlia di Ferdinando III d'Asburgo e di Eleonora Gonzaga-Nevers. Ella era già vedova di Michał Korybut Wiśniowiecki, Re di Polonia e passò ai propri eredi i diritti alla successione della famiglia Gonzaga che le pervenivano dalla madre.
Carlo era il fratello minore di Ferdinando Filippo di Lorena, morto appena ventenne nel 1659, al quale successe nel diritto ereditario sul Ducato di Lorena; alla morte della propria zia ereditò anche il Ducato di Bar.
Egli si distinse in modo particolare nella battaglia di San Gottardo - detta anche battaglia di Mogersdorf o anche del fiume Raab - del 1º agosto 1664 e accompagnando il generale Johann von Sporck in Ungheria nel 1671. Ottenne quindi il comando dell'assedio di Murau nella marca di Stiria. Negli anni successivi fu comandante di cavalleria al comando di Raimondo Montecuccoli. Alla Battaglia di Seneffe, nel 1674, ricevette una pericolosa ferita alla testa; da comandante fu con le truppe imperiali alla conquista di Philippsburg nel 1676.
Nominato feldmaresciallo nel 1683, fu al fianco del Re di Polonia Jan Sobieski nella liberazione di Vienna, condusse vittoriosamente le armate imperiali nella riconquista di Buda e Visegrád nel 1684, nuovamente di Buda nel 1686, che costituì la conquista definitiva della capitale ungherese ai danni dell'Impero ottomano, e infine di Mohács nel 1687.
Le ultime battaglie furono sul Reno, contro la Francia, impadronendosi di Magonza e di Bonn nel 1689.

## Matrimonio e figli
Il 6 febbraio 1678 a Wiener Neustadt Carlo V di Lorena sposò l'arciduchessa Eleonora d'Austria. Alla coppia nacquero:
- Leopoldo, Duca di Lorena (1679–1729) sposò Elisabetta Carlotta d'Orléans principessa di Francia con figli
- Carlo Giuseppe di Lorena (1680–1715), principe arcivescovo di Olomouc e Osnabrück, poi di Treviri, morì di vaiolo
- Eleonora di Lorena (1682)
- Carlo Ferdinando di Lorena (1683-1685)
- Giuseppe Innocenzio Emanuele (1685-1705), generale nell'armata imperiale, mortalmente ferito nella battaglia di Cassano;
- Francesco Antonio Giuseppe di Lorena (1689-1715), abate di Stavelot

## Ascendenza
|                        |                     |                       | Genitori               |  |  | Nonni |  |  | Bisnonni            |  |  | Trisnonni             |  |
|                        |                     |                       |                        |  |  |       |  |  | Carlo III di Lorena |  |  | Francesco I di Lorena |  |
|                        |                     |                       |                        |  |  |       |  |  | Carlo III di Lorena |  |  | Francesco I di Lorena |  |
|                        |                     | Cristina di Danimarca |                        |  |  |       |  |  | Carlo III di Lorena |  |  |                       |  |
| Francesco II di Lorena |                     |                       |                        |  |  |       |  |  | Carlo III di Lorena |  |  |                       |  |
|                        |                     | Claudia di Valois     | Enrico II di Francia   |  |  |       |  |  |                     |  |  |                       |  |
|                        |                     | Claudia di Valois     | Enrico II di Francia   |  |  |       |  |  |                     |  |  |                       |  |
|                        |                     | Claudia di Valois     | Caterina de' Medici    |  |  |       |  |  |                     |  |  |                       |  |
| Nicola II di Lorena    |                     | Claudia di Valois     |                        |  |  |       |  |  |                     |  |  |                       |  |
|                        |                     | Paolo di Salm         | …                      |  |  |       |  |  |                     |  |  |                       |  |
|                        |                     | Paolo di Salm         | …                      |  |  |       |  |  |                     |  |  |                       |  |
|                        |                     | Paolo di Salm         | …                      |  |  |       |  |  |                     |  |  |                       |  |
| Cristina di Salm       |                     | Paolo di Salm         |                        |  |  |       |  |  |                     |  |  |                       |  |
|                        |                     | Maria Le Veneur       | …                      |  |  |       |  |  |                     |  |  |                       |  |
|                        |                     | Maria Le Veneur       | …                      |  |  |       |  |  |                     |  |  |                       |  |
|                        |                     | Maria Le Veneur       | …                      |  |  |       |  |  |                     |  |  |                       |  |
| Carlo V di Lorena      |                     | Maria Le Veneur       |                        |  |  |       |  |  |                     |  |  |                       |  |
|                        | Carlo III di Lorena | Francesco I di Lorena |                        |  |  |       |  |  |                     |  |  |                       |  |
|                        | Carlo III di Lorena | Francesco I di Lorena |                        |  |  |       |  |  |                     |  |  |                       |  |
|                        | Carlo III di Lorena | Cristina di Danimarca |                        |  |  |       |  |  |                     |  |  |                       |  |
| Enrico II di Lorena    | Carlo III di Lorena |                       |                        |  |  |       |  |  |                     |  |  |                       |  |
|                        |                     | Claudia di Valois     | Enrico II di Francia   |  |  |       |  |  |                     |  |  |                       |  |
|                        |                     | Claudia di Valois     | Enrico II di Francia   |  |  |       |  |  |                     |  |  |                       |  |
|                        |                     | Claudia di Valois     | Caterina de' Medici    |  |  |       |  |  |                     |  |  |                       |  |
| Claudia di Lorena      |                     | Claudia di Valois     |                        |  |  |       |  |  |                     |  |  |                       |  |
|                        |                     | Vincenzo I Gonzaga    | Guglielmo Gonzaga      |  |  |       |  |  |                     |  |  |                       |  |
|                        |                     | Vincenzo I Gonzaga    | Guglielmo Gonzaga      |  |  |       |  |  |                     |  |  |                       |  |
|                        |                     | Vincenzo I Gonzaga    | Eleonora d'Asburgo     |  |  |       |  |  |                     |  |  |                       |  |
| Margherita Gonzaga     |                     | Vincenzo I Gonzaga    |                        |  |  |       |  |  |                     |  |  |                       |  |
|                        |                     | Eleonora de' Medici   | Francesco I de' Medici |  |  |       |  |  |                     |  |  |                       |  |
|                        |                     | Eleonora de' Medici   | Francesco I de' Medici |  |  |       |  |  |                     |  |  |                       |  |
|                        |                     | Eleonora de' Medici   | Giovanna d'Austria     |  |  |       |  |  |                     |  |  |                       |  |
|                        |                     | Eleonora de' Medici   |                        |  |  |       |  |  |                     |  |  |                       |  |

## Stemma
| Image | Stemma                                 |
| ----- | -------------------------------------- |
| \| \| | Carlo V di Lorena Duca di Lorena e Bar |
|       |                                        |